# Vladimir Gavreau
Vladimir Gavreau (né Wladimir Gavronsky - Гавро Владимир - à Moscou le 27 novembre 1904 et décédé en 1967 à Marseille) était un scientifique français, automaticien, ayant travaillé sur les effets des infrasons dans les années 1960, à la suite d'une morbidité sonique inopinée (lipothymies, migraînes et nausées) survenue parmi les membres du personnel de son propre laboratoire fin 1963. Après investigations poussées, un ventilateur à cadence lente émettant à une fréquence de 7 Hz (génératrice d'ondes cérébrales α[Quoi ?]) fut découvert dans l'un des bâtiments d'une nouvelle usine implantée à 100 mètres de distance: il était encastré dans un conduit d'aération amplificateur d'ondes.

## Biographie
Gavronsky fit son entrée à l'École des ponts et chaussées en 1924 (diplômé ingénieur civil, K.S.E).
Membre du CCIT en 1936, spécialisé dans les domaines de la transmission phonique dans les années 1930 (téléphonie, gravure de microsillons) puis de l'asservissement industriel par servo-commandes robotisées jusqu'en 1963 (notamment en lien avant-guerre avec les membres du cercle scientifique du professeur André Helbronner, essentiellement Jacques Bergier et le futur résistant Alfred Eskenazi, ainsi qu'avec Max Blumenthal en 1938 pour automatiser les lettrages d'enseignes), il fut directeur et professeur du laboratoire d'électro-acoustique du CNRS à Marseille, aidé par Albert Calaora, Marcel Miane, Henri Saul, Raymond Comdat, et R. Levavasseur (rendu sourd par un sifflet de fréquence 2600 Hz à 1 kW. de puissance). 
Ses recherches, en grande partie secrètes et financées par l'armée française, ont exploré le concept d'armes à infrasons créés par de puissants générateurs acoustiques durant près de cinq ans (1963-1967, seul laboratoire mondial spécialisé alors dans ce domaine). Il détectait ceux-ci grâce à une solution électrolytique, où ils obligeaient à se mélanger deux composés chimiques isolés par une barrière osmotique.
Gavreau élabora un gigantesque orgue mu par pistonphone (inspiré pour son biseau par un ouvrage de 1849 consulté dans la plus vieille bibliothèque de Marseille, et dont le premier tuyau, en ciment, mesurait 1,83 m de diamètre pour 22,8 m de longueur), qui fit résonner l'ensemble du bâtiment qui abritait son équipe marseillaise, lui causant durant plusieurs jours d'importants spasmes cardiaques, pulmonaires, gastriques et intestinaux individuels: les fréquences vibratoires de l'instrument entraient en résonance avec certains organes internes humains, entraînant un danger mortel après une exposition prolongée par phénomènes de frictions et de brassages tissulaires, ou par arrêt ou ruptures circulatoires sanguins. Il construisit encore de nombreux autres modèles de sifflets (plus puissants), de sirènes à robinet rotatif, et d'instruments à vent infra-soniques, dont une galette sifflante mortelle de 1,50 m de diamètre pour 2000 W de puissance à plein rendement "théorique" (dérivée du "sifflet Levavasseur", d'une portée de plusieurs kilomètres), et un phare acoustique cuboïde testé scellé dans des blocs de béton armé afin d'améliorer sa direction d'émission. Il étudia aussi les comportements ondulatoires du mistral (les vents et tempêtes état générateurs d'infra-sons, amplifiés par le brouillard), et chercha des moyens de protection à type de "boucliers" anti-soniques. L'oscillation synchrone et la résonance manquèrent plus d'une fois de mettre à bas les murs (et plafonds fissurés) de son bâtiment.
Bon connaisseur de la littérature d'anticipation soviétique, il pressentait que le concept d'invisibilité n'était pas ipso facto source de cécité.
Il fut membre du Groupement des Acousticiens de Langue Française (GALF, devenu SFA en 1986) de 1948 (création) jusqu'à son décès.

## Vidéothèque
- (en) Sound of death - Effets délétères des infra-sons dans le laboratoire de V.Gavreau;
- (en) Sounds as a weapon;
- Test audiométrique.

## BDthèque
- Origines de L'Affaire Tournesol (Hergé) .

## Liens généraux
- Présentation du Laboratoire de Mécanique et d'Acoustique du CNRS à Marseille (LMA);
- Site de la Société Française d'Acoustique (SFA).